# 롤러코스터 타이쿤 월드
《롤러코스터 타이쿤 월드》(RollerCoaster Tycoon World)는 롤러코스터 타이쿤 시리즈에 속한 놀이공원 경영 시뮬레이션 게임이다.

## 평가
롤러코스터 타이쿤 월드는 전반적으로 평가가 좋지 않은 편이다. 이 게임은 개발 과정부터 여러 문제가 있었으며, 이로 인해 여러 차례 연기되었고 출시 전 사용자들에게 미리 얼리 액세스를 공개할 정도였다. 그러는 동안 사용자들이 이 게임에 대해 크게 실망하였으며, 정신적 후속작인 플래닛 코스터로 시선을 옮겼다.

## 같이 보기
- 플래닛 코스터